# (16404) 1985 CM1
(16404) 1985 CM1 est un astéroïde de la ceinture principale d'astéroïdes découvert en 1985.

## Description
(16404) 1985 CM1 a été découvert le 13 février 1985 à l'observatoire de La Silla, au Chili, par Henri Debehogne.

### Caractéristiques orbitales
L'orbite de cet astéroïde est caractérisée par un demi-grand axe de 2,30 UA, un périhélie de 2,08 UA, une excentricité de 0,010 et une inclinaison de 4,88° par rapport à l'écliptique. Du fait de ces caractéristiques, à savoir un demi-grand axe compris entre 2 et 3,2 UA et un périhélie supérieur à 1,666 UA, il est classé, selon la JPL Small-Body Database, comme objet de la ceinture principale d'astéroïdes.

### Caractéristiques physiques
(16404) 1985 CM1 a une magnitude absolue (H) de 14,2 et un albédo estimé à 0,340.